# (35101) 1991 PL16
1991 PL16 (asteroide 35101) é um asteroide da cintura principal. Possui uma excentricidade de 0.18042420 e uma inclinação de 12.23967º.
Este asteroide foi descoberto no dia 7 de agosto de 1991 por Henry E. Holt em Palomar.